# David Cummings
David Harold Cummings (ur. 24 września 1948 w Ottawie, zm. 30 kwietnia 1985 w Calgary) – kanadyjski zapaśnik walczący w stylu klasycznym. Olimpijczyk z Montrealu 1976, gdzie odpadł w eliminacjach w kategorii 82 kg.
Czwarty na igrzyskach panamerykańskich w 1975 roku.